# London Critics’ Circle Film Award/Dilys Powell Award
Seit 1991 werden bei den London Critics’ Circle Film Awards besondere Lebenswerke mit dem Dilys Powell Award geehrt. Dilys Powell war eine britische Autorin, Journalistin und Filmkritikerin.

## Preisträger
| Jahr | Preisträger          | Profession                         |
| ---- | -------------------- | ---------------------------------- |
| 1992 | Dirk Bogarde         | Schauspieler                       |
| 1993 | Freddie Young        | Kameramann                         |
| 1994 | Christopher Lee      | Schauspieler                       |
| 1995 | Richard Attenborough | Produzent, Regisseur, Schauspieler |
| 1996 | Wendy Hiller         | Schauspielerin                     |
| 1997 | John Mills           | Schauspieler                       |
| 1998 | Michael Caine        | Schauspieler                       |
| 1999 | Albert Finney        | Schauspieler                       |
| 1999 | John Hurt            | Schauspieler                       |
| 2000 | Mike Leigh           | Regisseur                          |
| 2001 | Richard Harris       | Schauspieler                       |
| 2002 | Charlotte Rampling   | Schauspielerin                     |
| 2003 | Lewis Gilbert        | Regisseur                          |
| 2004 | Tom Courtenay        | Schauspieler                       |
| 2005 | Ken Loach            | Regisseur                          |
| 2006 | Bryan Forbes         | Regisseur, Schauspieler            |
| 2007 | Leslie Phillips      | Schauspieler, Produzent            |
| 2008 | Julie Walters        | Schauspielerin                     |
| 2009 | Judi Dench           | Schauspielerin                     |
| 2010 | Quentin Tarantino    | Regisseur, Drehbuchautor           |
| 2011 | Kristin Scott Thomas | Schauspielerin                     |
| 2012 | Nicolas Roeg         | Regisseur, Kameramann              |
| 2013 | Helena Bonham Carter | Schauspielerin                     |
| 2014 | Gary Oldman          | Schauspieler, Regisseur, Produzent |
| 2015 | Miranda Richardson   | Schauspielerin                     |
| 2016 | Kenneth Branagh      | Schauspieler, Regisseur            |
| 2017 | Isabelle Huppert     | Schauspielerin                     |
| 2018 | Kate Winslet         | Schauspielerin                     |
| 2019 | Pedro Almodóvar      | Regisseur, Drehbuchautor           |
| 2020 | Sally Potter         | Regisseurin, Drehbuchautorin       |
| 2020 | Sandy Powell         | Kostümbildnerin                    |
| 2023 | Michelle Yeoh        | Schauspielerin                     |
| 2024 | Jeffrey Wright       | Schauspieler                       |
| 2025 | Daniel Craig         | Schauspieler                       |